# Sarah Miles
Sarah Miles (Ingatestone, 31 dicembre 1941) è un'attrice britannica.

## Biografia
Dopo aver frequentato la Roedean School, all'età di 15 anni si iscrisse alla Royal Academy of Dramatic Art. Poco dopo aver completato i corsi, la Miles debuttò nel 1962 ne L'anno crudele al fianco di Laurence Olivier. L'anno seguente divenne una delle più note rappresentanti della new wave del cinema inglese interpretando il ruolo di Vera ne Il servo (1963) diretto da Joseph Losey, fama che rafforzò nel 1966 interpretando la convivente del protagonista di Blow-Up con la regia di Michelangelo Antonioni.
Dopo aver recitato in diversi drammi dal 1966 al 1969, la Miles venne scelta nel 1970 per interpretare Rosy Ryan ne La figlia di Ryan, ruolo che le fruttò una candidatura al premio Oscar come migliore attrice protagonista. Dal 1973 l'attrice ridusse le proprie apparizioni sullo schermo, partecipando a pochi film e a qualche programma televisivo.
La Miles è stata sposata due volte col drammaturgo britannico Robert Bolt (dal 1967 al 1975 e dal 1988 al 1995, fino alla morte di lui) autore e regista del film Peccato d'amore (1972), nel quale l'attrice interpretò il ruolo della protagonista.
Il fratello di Sarah, Christopher, scomparso nel settembre 2023, è stato un regista, sceneggiatore e produttore cinematografico.
Non è più attiva dal 2004.

## Filmografia

### Cinema
- L'anno crudele (Term of Trial), regia di Peter Glenville (1962)
- Il servo (The Servant), regia di Joseph Losey (1963)
- Cerimonia infernale (The Ceremony), regia di Laurence Harvey (1963)
- Quei temerari sulle macchine volanti (Those Magnificent Men in Their Flying Machines), regia di Ken Annakin (1965)
- I Was Happy Here, regia di Desmond Davis (1965)
- Blow-Up, regia di Michelangelo Antonioni (1966)
- La figlia di Ryan (Ryan's Daughter), regia di David Lean (1970)
- Peccato d'amore (Lady Caroline Lamb), regia di Robert Bolt (1972)
- Un uomo da affittare (The Hireling), regia di Alan Bridges (1973)
- L'uomo che amò Gatta Danzante (The Man Who Loved Cat Dancing), regia di Richard C. Sarafian (1973)
- Promessa sposa (Pepita Jiménez), regia di Rafael Moreno Alba (1975)
- I giorni impuri dello straniero (The Sailor Who Fell from Grace with the Sea), regia di Lewis John Carlino (1976)
- Marlowe indaga (The Big Sleep), regia di Michael Winner (1978)
- Priest of Love, regia di Christopher Miles (1981)
- Venom, regia di Piers Haggard (1981)
- Prova d'innocenza (Ordeal by Innocence), regia di Desmond Davis (1984)
- Steaming - Al bagno turco (Steaming), regia di Joseph Losey (1985)
- Misfatto bianco (White Mischief), regia di Michael Radford (1987)
- Anni '40 (Hope and Glory), regia di John Boorman (1987)
- Il tocco della mano (Dotkniecie reki), regia di Krzysztof Zanussi (1992)
- Jurij, regia di Stefano Gabrini (2001)
- I giorni dell'amore e dell'odio, regia di Claver Salizzato (2001)
- The Accidental Detective, regia di Vanna Paoli (2003)

### Televisione
- Dinastia (Dynasty), regia di Lee Philips – film TV (1976)
- Queenie - La stella di Calcutta (Queenie), regia di Larry Peerce – film TV (1987)
- Poirot (Agatha Christie's Poirot) – serie TV, episodio 9x04 (2004)

## Riconoscimenti
- Premio Oscar
  - 1971 – Candidatura alla miglior attrice per La figlia di Ryan

## Doppiatrici italiane
- Melina Martello in Peccato d'amore, L'uomo che amò Gatta Danzante, Anni '40
- Valeria Valeri in Quei temerari sulle macchine volanti
- Maria Pia Di Meo in La figlia di Ryan
- Paila Pavese in Venom
- Serena Verdirosi in Steaming - Al bagno turco
- Daniela Nobili in Misfatto bianco